# جزيرة المسلمية
جزيرة المُسلّمية هي إحدى الجزر الواقعة في الخليج العربي، وتتبع المنطقة الشرقية السعودية. تبلغ مساحة الجزيرة نحو 3,10 كم2 وتبعد عن الساحل بحوالي 0,5 ميل بحري.